# The Definitive Collection (album de DeBarge)
Pour l'album de Rachid Taha, voir The Definitive Collection (album de Rachid Taha).
Albums de DeBarge
20th Century Masters – The Millennium Collection: The Best of DeBarge
(2000) Time Will Reveal: The Complete Motown Album
(2011)
The Definitive Collection est une compilation de DeBarge, sortie le 23 septembre 2008.

## Liste des titres
| No  | Titre                                      | Album original                 | Durée |
| --- | ------------------------------------------ | ------------------------------ | ----- |
| 1.  | Rhythm of the Night                        | Rhythm of the Night            | 5:43  |
| 2.  | Time Will Reveal                           | In a Special Way               | 4:17  |
| 3.  | I Like It                                  | All This Love                  | 4:39  |
| 4.  | You Wear It Well                           | Rhythm of the Night            | 3:54  |
| 5.  | Who's Holding Donna Now?                   | Rhythm of the Night            | 4:28  |
| 6.  | Stop! Don't Tease Me                       | All This Love                  | 3:55  |
| 7.  | Love Me In a Special Way                   | In a Special Way               | 4:14  |
| 8.  | A Dream                                    | In a Special Way               | 5:14  |
| 9.  | Talk to Me                                 | Chico DeBarge de Chico DeBarge | 3:50  |
| 10. | All This Love                              | All This Love                  | 5:52  |
| 11. | Love Always                                | El DeBarge d'El DeBarge        | 5:24  |
| 12. | Who's Johnny                               | El DeBarge d'El DeBarge        | 4:10  |
| 13. | The Heart is Not So Smart                  | El DeBarge d'El DeBarge        | 3:52  |
| 14. | Save the Best for Me (Best of Your Lovin') | In Love de Bunny DeBarge       | 4:34  |
| 15. | Dance All Night                            | In Love de Bunny DeBarge       | 4:04  |
| 16. | Stay with Me                               | In a Special Way               | 3:47  |